# Günther Tschabuschnig

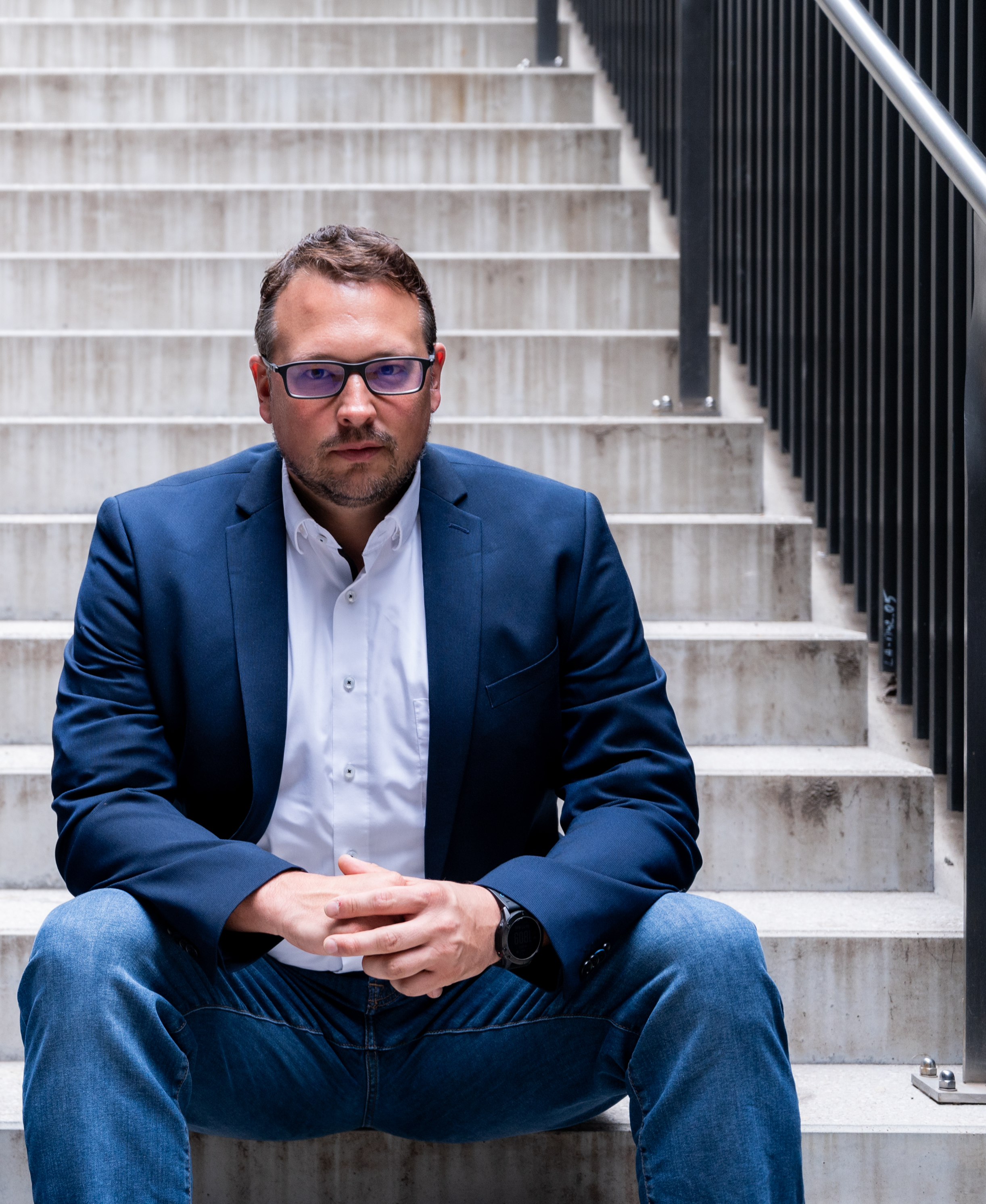
Günther Tschabuschnig (2023)

Günther Tschabuschnig (* 1982) ist ein österreichischer Informatiker.

## Werdegang
Der in Kärnten aufgewachsene Tschabuschnig studierte Medizinische Informatik in Wien an der Technischen Universität sowie an der Medizinischen Universität. Es folgte ein Studium des Informationsmanagements an diesen zwei Universitäten sowie Forschungsaufenthalte in Washington, Olmütz und Erlangen. An der Universität Bremen promoviert er zu Open Data bei Professor Herbert Kubicek.
Von 2009 bis 2015 war Günther Tschabuschnig im österreichischen Bundeskanzleramt und bei verschiedenen Organisationen als Berater im Bereich E-Government tätig. Seine Schwerpunkte lagen in Innovationsplanung und -management, Durchführung von IT-Projekten zu Themen des E-Government und E-Democracy (Open Government Data), sowie bei Kooperationen mit Verwaltung, Wissenschaft und Wirtschaft.
Von Oktober 2015 bis November 2021 leitete er als Chief Information Officer den IT-Bereich der Österreichischen Zentralanstalt für Meteorologie und Geodynamik. Danach ist Tschabuschnig für die Österreichische Datenstrategie und für die Umsetzung der Österreichischen Digitalisierungsstrategie zuständig.
Tschabuschnig ist Vorstandsmitglied der Austrian Digital Value (ADV) Wien und Präsident der Data Intelligence Offensive. Bei der  Cooperation Open Government Data Austria war er als „Technology Evangelist“ tätig.

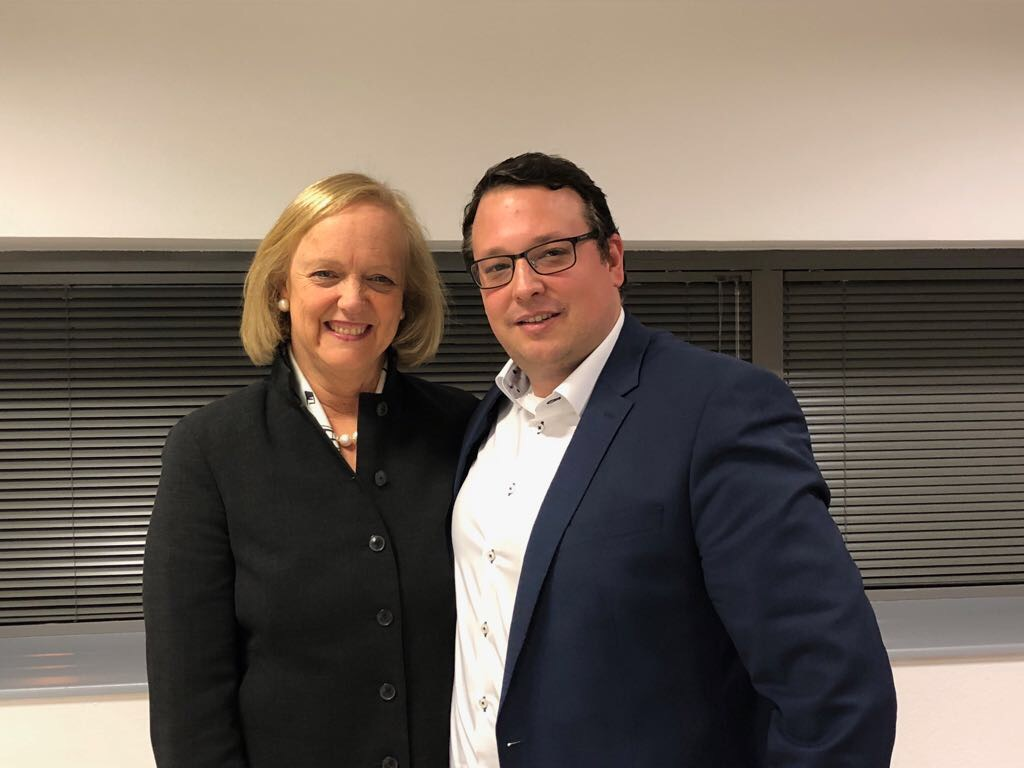
Mit Meg Whitman, CEO von Hewlett Packard Enterprise (2017)

## Open Data und Innovation
In der Open-Data-Bewegung engagiert, hat Tschabuschnig eine Konferenzreihe mit ins Leben gerufen, die die einzelnen Bestrebungen und Communitys der deutschsprachigen Länder (D-A-CH-LI) zusammenführen will. In diesem Zusammenhang arbeitet er auch an der Vereinheitlichung von Meta-Daten-Standards. In Österreich war er an der Entwicklung des mobilen Rechtsinformationssystems des Bundes beteiligt.
Aufgrund seines internationalen Wirkens hat die Initiative International Data Spaces Tschabuschnig zum Botschafter ihres Anliegens ernannt.

## Ehrungen

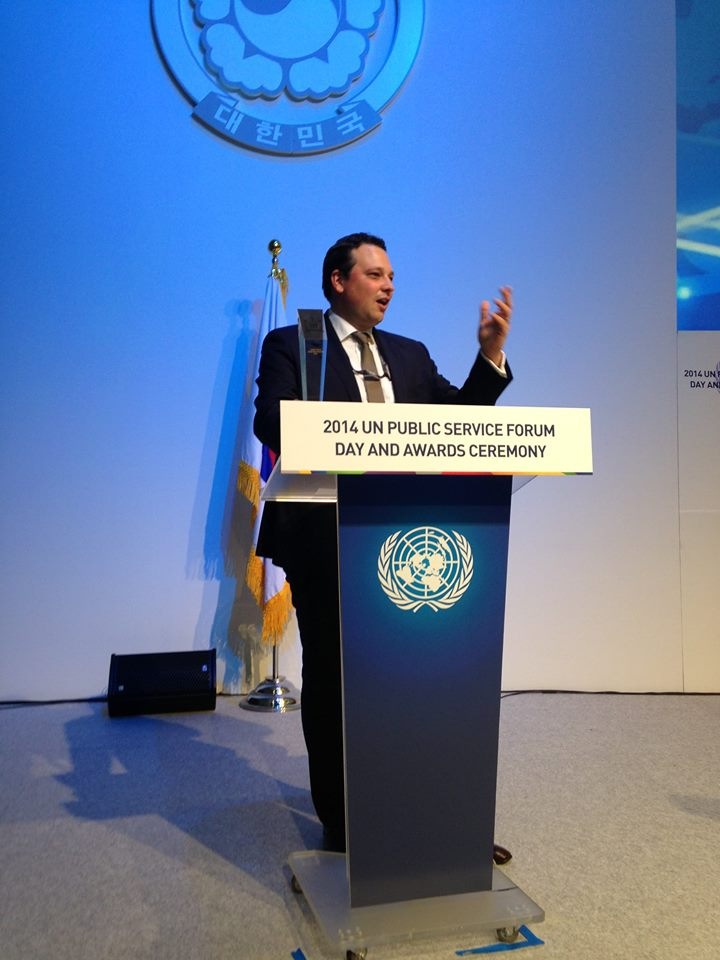
Tschabuschnig bei der United Nations Award Verleihung

Im Jahr 2012 war Tschabuschnig Co-Preisträger des eAward in Wien. Im Jahr 2013 folgte eine Anerkennung im Rahmen des Verwaltungspreises Innovation 2013. Weiters gewann die von ihm mitgeleitete Open Data Initiative den United Nations Public Service Award 2014, den er in Korea entgegennehmen durfte.

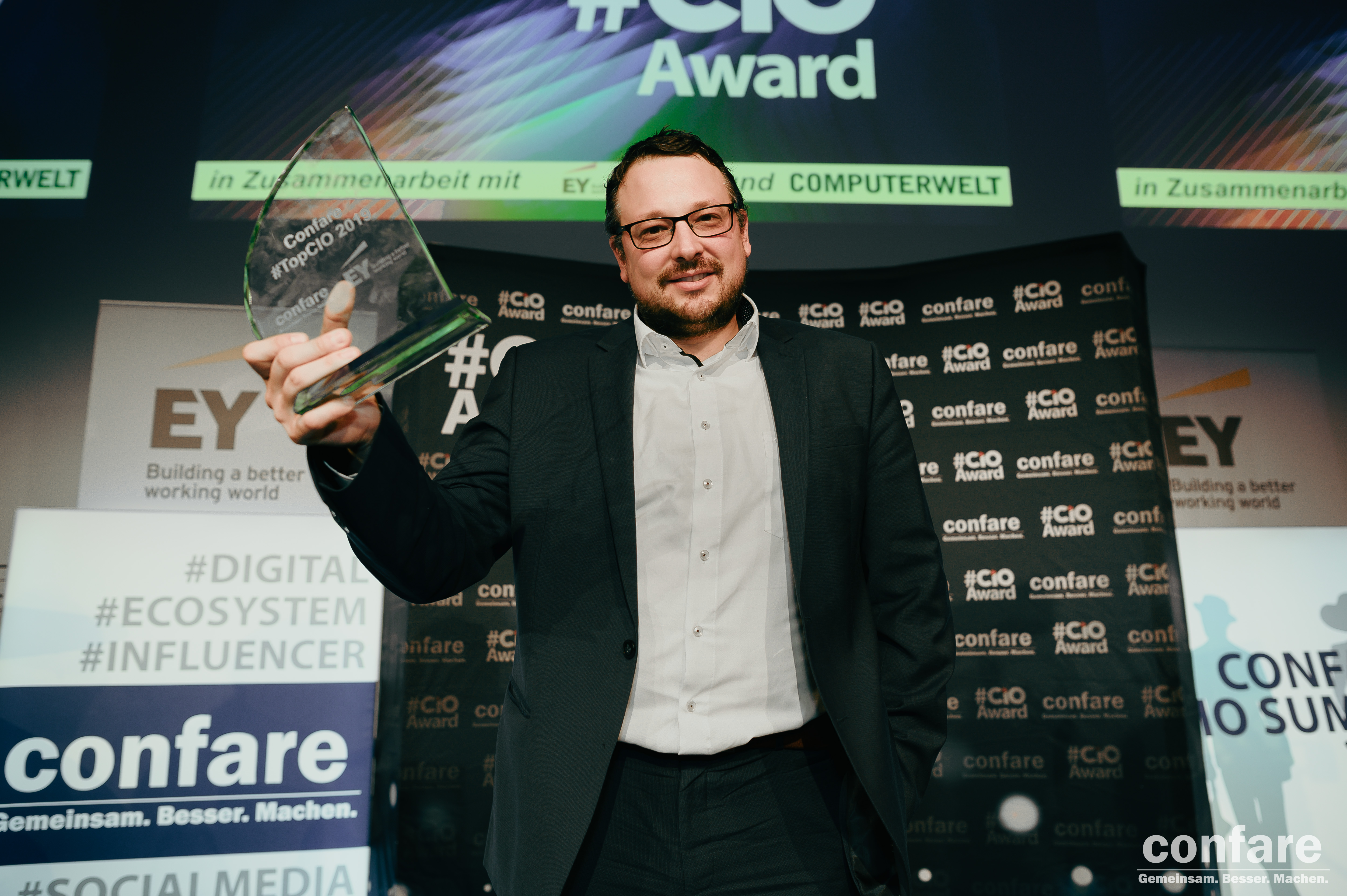
CIO Award (2019)

Die Landesregierung Kärnten hat ihn 2023 mit dem Ehrenzeichen des Landes ausgezeichnet.

## Veröffentlichungen
- Open Government Data – Wie alles begann. In: ADV-Mitteilungen. 12/2012, S. 6 (mit Brigitte Lutz)
- Social Media als Kommunikationsform für Firmen – ein Abriss (PDF; 2,2 MB). In: ADV Mitteilungen. 1/2012, S. 9.
- Open Government Data – Win-Win-Win für Verwaltung, BürgerInnen, Wissenschaft und Wirtschaft. (PDF; 866 kB) In: ADV-Mitteilungen. 2/2012, S. 6 (mit Brigitte Lutz)
- 1. OGD d-a-ch-li Konferenz. Win-Win-Win für Verwaltung, Wirtschaft und Wissenschaft (Herausgeberschaft mit Brigitte Lutz; PDF; 5,4 MB). Konferenzmagazin Wien, ADV, 2012, ISBN 978-3-901198-17-5.
- Die RIS:App als Beispiel für eine Open Government Data Anwendung. In: JusIT. Ausgabe 5/2012 (mit Dr. Clemens Wass), ISSN 1996-8228